# Чоловік, що отримує долар на рік
Чоловік, що отримує долар на рік (англ. The Dollar-a-Year Man ) — американська комедія Джеймса Круза 1921 року з Роско Арбаклом в головній ролі. Фільм вважається втраченим.

## У ролях
- Роско ’Товстун’ Арбакл — Франклін Пінні
- Ліла Лі — Пеггі Брюс
- Вініфред Грінвуд — Кейт Коннеллі
- Дж. Дюмон — Тіпсон Блер
- А. Едвард Сазерленд — принц
- Едвін Стіенс — полковник Брюс
- Генрі Джонсон — генерал Оберано